# Epeolus productulus
Epeolus productulus là một loài Hymenoptera trong họ Apidae. Loài này được Bischoff mô tả khoa học năm 1930.